# Урок астрономии
«Урок астрономии» — короткометражный научно-популярный фильм Семёна Райтбурта 1974 на тему астрономии и человеческих отношений.

## Сюжет
Юноша и девушка встречаются вечером у костра. Девушка задаёт вопрос о звёздном небе, и между собеседниками завязывается романтический диалог. Она спрашивает: если вселенная бесконечна, то в ней должно быть бесконечно много звёзд и тогда ночное небо должно быть залито равномерным белым светом. Почему же небо ночью тёмное? Юноша в образных выражениях, стихах и цитатах известных учёных (Джордано Бруно, Альберта Эйнштейна, Фрица Хоутерманса) рассказывает о Солнечной системе, галактиках, Вселенной. Логический вывод юноши: «Вселенная конечна. Она кончается там, где скорость галактик приближается к скорости света». Заканчивается фильм тем, что девушка уезжает со своим молодым человеком, приехавшим за ней на мотоцикле.

## В ролях
- Владимир Герасимов — Буров, юноша
- Татьяна Глебова — девушка

## Дополнительно
- Звукооператор: А. Романов.
- Художник: Леонид Чибисов.
- Редактор: Н. Каспэ.
- Директор картины: Л. Смирнова.
- В фильме звучат фрагменты стихотворений Михайла Ломоносова, Константина Симонова и Леонида Мартынова.
- В фильме звучит обработка Адажио из концерта для гобоя и струнных ре минор Алессандро Марчелло.